# Georges Simart
Pour les articles homonymes, voir Simart.
François Marie Pierre Georges Simart est un mathématicien et un capitaine de frégate français né à Paris le 22 juin 1846, où il est décédé le 16 décembre 1921.

## Biographie
Fils du sculpteur Pierre-Charles Simart, ancien élève de l’École Polytechnique de Paris de 1864 à 1866, il est fait chevalier de la Légion d'Honneur le 6 juin 1871, puis officier le 29 décembre 1893. Cette année-là, il sert au service hydrographique de la Marine à Paris.
En 1882, il présente une thèse à la Faculté des sciences de Paris: commentaire sur deux mémoires de Riemann relatifs à la théorie générale des fonctions et au principe de Dirichlet.
En 1897 sort le premier volume de la Théorie des fonctions algébriques de deux variables indépendantes qu'il coécrit avec Émile Picard et qui sera à l'origine de nouveaux développements dans la géométrie algébrique et la théorie des fonctions, notamment de la théorie de Hodge.
De 1900 à 1906, il officie à l’École Polytechnique de Paris en tant que répétiteur.

## Œuvre
- Commentaire sur deux mémoires de Riemann relatifs à la théorie générale des fonctions et au principe de Dirichlet [4]: Thèses présentées à la Faculté des sciences de Paris. 1re thèse / Paris : Gauthier-Villars , 1882
- Positions géographiques de plusieurs points de l'océan Atlantique, de la mer des Indes et de l'océan Pacifique, Paris : Imprimerie nationale, 1885
- Développements de géométrie du navire avec applications aux calculs de stabilité des navires, par Émile Guyou et Georges Simart, Paris : Imprimerie nationale, 1887
- École polytechnique. 2e division, 1890-91. 1re [-2e] conférence de mécanique
- Cours de mécanique et machines, Émile Sarrau; Édouard Caspari; Georges Simart; École polytechnique, Paris, 1890-1892
- Théorie des fonctions algébriques de deux variables indépendantes Tome I[5], par Émile Picard et Georges Simart; Paris : Gauthier Villars et fils , 1897
- Théorie des fonctions algébriques de deux variables indépendantes Tome II[6], par Émile Picard et Georges Simart; Paris : Gauthier Villars , 1900-1906